# Акация искривлённая
Ака́ция искривлённая (лат. Acacia pravissima) — вид деревьев из рода Акация (Acacia) семейства Бобовые (Fabaceae).

## Распространение и экология
В природе ареал вида охватывает штаты Новый Южный Уэльс и Виктория.

## Ботаническое описание
Дерево высотой 3,5—6 м и диаметром ствола до 13 см. Кора серебристо-серая или буроватая, шершавая, лупящаяся; у молодых ветвей кора светло-коричневая и густо покрыта белым налётом.
Филлодии треугольно-трапецоидальные, длиной 6—25 мм, шириной 6—12 мм, с одним округлым и другим остроконечным углами, матово-сизо-зелёные, сидячие, расположенные густо. Прицветники с дисковидными, бахромчатыми, пигментированными верхушками, на коротких голых ножках.
Соцветие — кисть на цветоножках длиной 5—10 мм, расположенная в пазухах филлодиев предыдущего года, с 8—12-цветковыми головками.
Бобы плоские, длиной 2,8—6,5 см, шириной 6 мм. Семена яйцевидные, длиной 4 мм, шириной 2 мм, толщиной 1 мм, плоские, часто гребенчатые с обеих сторон.
Цветёт в феврале — апреле.

## Таксономия
Вид Акация искривлённая входит в род Акация (Acacia) трибы Acacieae подсемейства Мимозовые (Mimosoideae) семейства Бобовые (Fabaceae) порядка Бобовоцветные (Fabales).
|  |                                      |  |                                                             |                                                             |                   |  | ещё 3 семейства (согласно Системе APG II) | ещё 3 семейства (согласно Системе APG II)    |                                              |  |  |  | ещё около 80 родов   | ещё около 80 родов      |  |  |
|  |                                      |  |                                                             |                                                             |                   |  | ещё 3 семейства (согласно Системе APG II) | ещё 3 семейства (согласно Системе APG II)    |                                              |  |  |  | ещё около 80 родов   | ещё около 80 родов      |  |  |
|  |                                      |  |                                                             | порядок Бобовоцветные                                       |                   |  |                                           |                                              | подсемейство Мимозовые                       |  |  |  |                      | вид Акация искривлённая |  |  |
|  |                                      |  |                                                             | порядок Бобовоцветные                                       |                   |  |                                           |                                              | подсемейство Мимозовые                       |  |  |  |                      | вид Акация искривлённая |  |  |
|  | отдел Цветковые, или Покрытосеменные |  |                                                             |                                                             | семейство Бобовые |  |                                           |                                              | род Акация                                   |  |  |  |                      |                         |  |  |
|  | отдел Цветковые, или Покрытосеменные |  |                                                             |                                                             |                   |  |                                           |                                              |                                              |  |  |  |                      |                         |  |  |
|  |                                      |  | ещё 44 порядка цветковых растений (согласно Системе APG II) | ещё 44 порядка цветковых растений (согласно Системе APG II) |                   |  |                                           | ещё 2 подсемейства (согласно Системе APG II) | ещё 2 подсемейства (согласно Системе APG II) |  |  |  | ещё около 1300 видов |                         |  |  |
|  |                                      |  |                                                             | ещё 44 порядка цветковых растений (согласно Системе APG II) |                   |  |                                           |                                              | ещё 2 подсемейства (согласно Системе APG II) |  |  |  |                      |                         |  |  |